# Live at the Symphony Hall
Live at the Symphony Hall je koncertní album britské rockové hudební skupiny Magnum. Vydání proběhlo 18. ledna 2019 prostřednictvím společnosti SPV. Zvukový záznam byl nahrán 19. dubna 2018 během koncertu v Symphony Hall v Birminghamu v rámci turné k desce Lost on the Road to Eternity (2018). Jako hostující zpěvák se tohoto koncertu zúčastnil Tobias Sammet, který se představil ve skladbě „Lost on the Road to Eternity“.

## Seznam skladeb
CD 1
1. When We Were Younger (8:00)
2. Sacred Blood 'Divine' Lies (6:28)
3. Lost On The Road To Eternity (6:11)
4. Crazy Old Mothers (5:35)
5. Without Love (6:14)
6. Your Dreams Won't Die (5:42)
7. Peaches And Cream (5:09)
8. How Far Jerusalem (10:46)

CD 2
1. Les Morts Dansant (5:46)
2. Show Me Your Hands (5:52)
3. All England's Eyes (4:48)
4. Vigilante (5:24)
5. Don't Wake The Lion (Too Old To Die Young) (11:43)
6. The Spirit (4:30)
7. When The World Comes Down (6:11)

## Obsazení
- Tony Clarkin – kytara
- Bob Catley – zpěv
- Al Barrow – baskytara
- Rick Benton – klávesy
- Lee Morris – bicí

Hosté
- Tobias Sammet – zpěv